# Assedio di Jasna Góra
L'assedio di Jasna Góra, conosciuto anche in maniera meno storicamente corretta come battaglia di Częstochowa (in polacco Oblężenie Jasnej Góry), fu uno scontro militare che ebbe luogo nell'inverno del 1655 nell'ambito del Diluvio, ovvero l'invasione effettuata dalla Svezia ai danni della Confederazione polacco-lituana nella seconda metà del Seicento. In quel frangente gli scandinavi stavano tentando di espugnare il monastero di Jasna Góra a Częstochowa, un sito dall'importante valore simbolico, e, per tale scopo, lo cinsero d'assedio. Una piccola forza composta da monaci del santuario di Częstochowa, guidata dal loro priore e supportata da abitanti del posto perlopiù incitati da membri della szlachta (l'aristocrazia polacca), combatté i numericamente superiori mercenari tedeschi assoldati dalla Svezia. Dopo un mese di scontri, l'attacco sembrò virare verso il fallimento e si decise di desistere, con il risultato che i difensori salvarono la loro icona sacra dedicata alla Madonna Nera, e, secondo alcuni resoconti, capovolsero addirittura l'andamento del conflitto polacco-svedese.

## Antefatti
(Nova Gigantomachia a Claro Monte Czestochoviensi, 1658)
Il decennio tra 1650 e 1660 segnò il definitivo inabissamento del secolo d'oro polacco per via del coinvolgimento della Repubblica delle Due Nazioni in una serie di guerre, in particolare la rivolta di Chmel'nyc'kyj e la guerra russo-polacca (1654-1667). Nel 1655 gli svedesi decisero di approfittare della decadenza di Varsavia per proseguire la guerra polacco-svedese, invero in corso già da tempo. Dopo essersi radunate e imbarcate, le forze svedesi invasero in fretta gran parte del territorio polacco-lituano. Alla fine del 1655, il re polacco Giovanni II Casimiro scelse di fuggire e di rifugiarsi nella Slesia in mano agli Asburgo. Nonostante tale evento, le forze polacco-lituane non apparivano ancora sconfitte e durante la loro avanzata gli svedesi decisero di assicurarsi il monastero fortificato di Jasna Góra, un'importante fortezza situata vicino al confine con la Slesia e ben nota per le sue ricchezze e perché per alcuni meta di pellegrinaggio.
All'avvicinarsi degli svedesi, i monaci temevano che i protestanti avrebbero saccheggiato il loro santuario cattolico, visto che il grosso dell'Europa aveva affrontato di recente la guerra dei Trent'anni, uno dei maggiori conflitti religiosi della storia, e, soprattutto considerate le nefandezze a cui si stavano lasciando andare gli invasori avanzando verso ovest. Così l'icona sacra fu sostituita con una copia e l'originale andò trasferita il 7 novembre in gran segreto nel castello di Lubliniec, salvo poi successivamente spostarla nel monastero a Mochów tra le città di Prudnik e Głogówek. I monaci acquistarono anche circa sessanta moschetti e le rispettive munizioni, oltre a reclutare centosessanta soldati per sostenere i settanta monaci in grado di combattere. Le forze di difesa furono aiutate anche da circa ottanta volontari, tra cui venti nobili, incluso l'influente magnate e castellano di Cracovia Stanisław Warszycki. Il monastero disponeva di una buona artiglieria, poiché disponeva di 12-18 cannoni leggeri (da 2 a 6 libbre) e di una dozzina più pesanti, da 12 libbre.
Nel frattempo gli svedesi, sapendo di non poter cogliere di sorpresa gli occupanti, tentarono di negoziare. L'8 novembre, 200 cavalieri sotto il ceco Jan Wejhard chiesero il diritto di presidiare il monastero, ma fu loro impedito l'accesso. Il priore del monastero, Augustyn Kordecki, mentre chiedeva ripetutamente aiuto al monarca polacco, Giovanni II Casimiro, si offrì di riconoscere Carlo X Gustavo di Svezia come legittimo re, al fine di prevenire un conflitto militare. Dopo aver ricevuto un documento da parte degli svedesi in cui si assicurava l'incolumità dei membri del monastero, il 18 novembre il priore rifiutò ancora di far accedere gli stranieri. Il comandante svedese, il generale Burchard Müller von der Luhnen, con un contingente di 2 250 uomini (1 800 cavalieri, 100 dragoni, 300 fanterie e 50 artiglieri) con 10 cannoni (anche se otto erano leggeri), dopo inutili trattative con Kordecki, decise di scatenare l'assedio, che sarebbe perdurato fino alla notte tra il 26 e il 27 dicembre.

## La battaglia

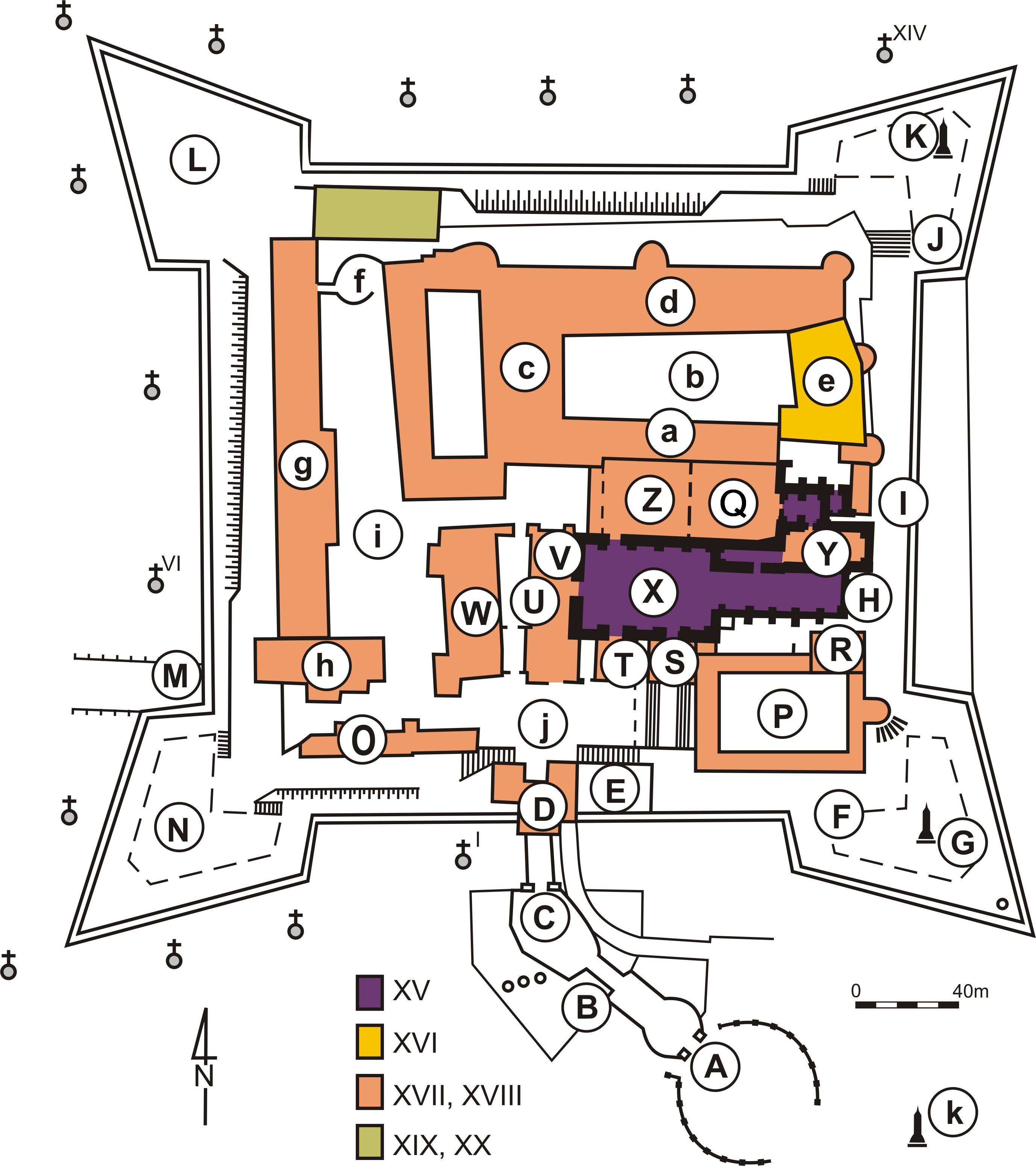
Pianta del monastero di Jasna Góra

L'assedio cominciò il 18 novembre: gli svedesi avevano un vantaggio numerico, ma artiglieria di quantità e qualità inferiore rispetto a quella della postazione. Il 28, i difensori condotti da Piotr Czarniecki diedero il via a una sortita che si rivelò fruttuosa, in quanto si riuscirono a distruggere due dei cannoni avversari. Seguirono trattative volte a concludere le schermaglie, le quali non portarono ad alcun esito positivo: gli svedesi furono in grado, dal canto loro, di fare prigionieri due monaci, rilasciati però in seguito. Kordecki non accettò di arrendersi, ragion per cui i combattimenti ripresero. Verso la fine di novembre gli svedesi ricevettero rinforzi, ovvero circa 600 uomini con 3 cannoni. Il 10 dicembre giunse infine loro l'artiglieria pesante, con due cannoni da 24 libbre e 4 da 12, oltre a 200 uomini. Pur disponendo finalmente un'artiglieria di calibro più pesante dei difensori, il monastero ancora possedeva numericamente più cannoni. Fu a quel punto gli assedianti apparivano al culmine della loro forza, con 3 200 uomini (di cui 800 polacchi al servizio del re svedese) e 17 cannoni. L'armata svedese a Jasna Góra, malgrado comunemente indicato come 'gli svedesi', era in realtà composta principalmente da mercenari tedeschi. Grazie alla nuova artiglieria, gli svedesi danneggiarono notevolmente le mura settentrionali, nonché il bastione della Santissima Trinità.

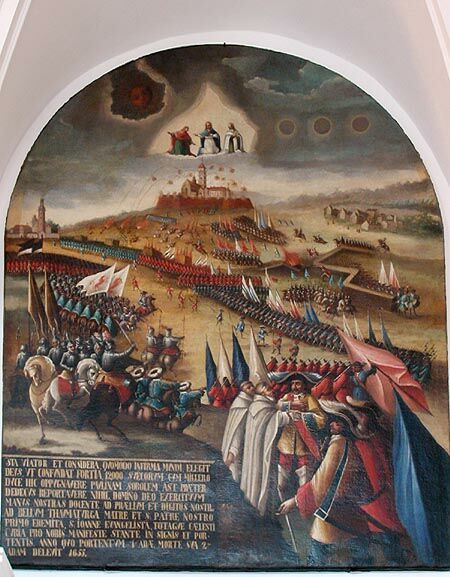
L'assedio svedese di Jasna Góra nel 1655. Olio su tela del XVII secolo conservato presso Jasna Góra, Sala Rycerska

Il 14 dicembre i polacchi inaugurarono un'altra sortita, distruggendo una delle ridotte degli avversari e uno di quelli da 24 libbre. Come contromossa, gli svedesi iniziarono dunque a bombardare il lato meridionale, cominciando al contempo a scavare dei tunnel. Il 20 dicembre, i polacchi guidati da Stefan Zamoyski uscirono ancora una volta dal monastero, in quest'occasione durante il giorno e poco dopo mezzogiorno: oltre ad aver distrutto due bocche da fuoco, uccisero la maggior parte dei minatori intenta a realizzare le gallerie. Il 24 dicembre, Kordecki rifiutò l'ennesima volta di arrendersi e gli svedesi tornarono a causare danni sul lato settentrionale aprendo il fuoco. Il bombardamento fu così intenso che gli svedesi ruppero uno dei cannoni d'assedio, quello da 24 libbre, situazione che costrinse i suoi manutentori a dismetterlo.
Gli svedesi optarono allora per chiedere un riscatto di 60 000 talleri per togliere l'assedio, ma Kordecki rispose che mentre avrebbe avuto la disponibilità di pagare prima dei combattimenti, il monastero necessitava allora di denaro per coprire le riparazioni. Alla fine, il 27 dicembre, gli svedesi decisero di desistere e di ritirarsi, anche in virtù delle avverse condizioni meteorologiche. Essi non rinunciarono comunque del tutto all'idea di conquistare la struttura, come emerge dai diversi piccoli tentativi volti a cogliere di sorpresa le guarnigioni poste a difesa nelle settimane a venire, ma la situazione volgeva a quel punto chiaramente a favore dei polacchi, la cui resistenza in difesa aveva attratto in zona aspiranti combattenti antisvedesi locali desiderosi di imbracciare le armi. La parte polacca riportò in totale poche decine di vittime, mentre gli svedesi diverse centinaia.
Il monastero si dimostrò ben preparato a resistere all'assedio: una lista di acquisti di armi fatte principalmente in Bassa Slesia è stata conservata nella biblioteca del centro religioso. Il corso dell'assedio dimostrò la superiorità dell'artiglieria del monastero rispetto a quella del corpo svedese che assediava la fortezza. Il protrarsi dell'assedio spinse inoltre diverse reclute ad unirsi alle unità polacche a Częstochowa, il gruppo più nutrito delle quali era comandato da Krzysztof Żegocki, giunto però sul posto già dopo la fine dell'assedio. Anche i ribelli reclutati da Stanisław Kulesza, a capo dei guerrieri attivi nella regione di Żywiec, non riuscirono ad arrivare in loco prima della fine del 1655.

## Conseguenze

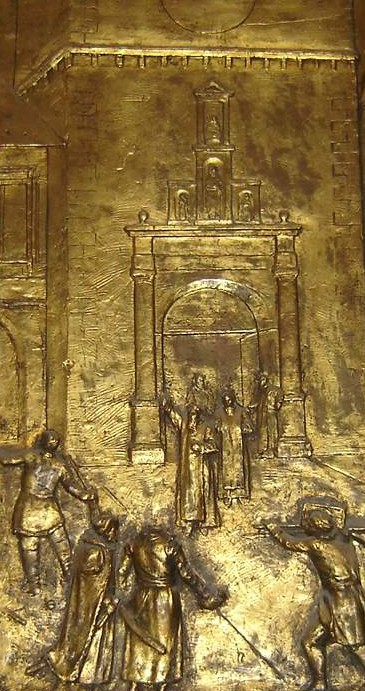
La difesa di Jasna Gora in un rilievo del XIX secolo

Il monastero fortificato di Jasna Góra si guadagnò la fama di roccaforte inespugnabile in patria. Gli storici non appaiono d'accordo sull'importanza della difesa di Jasna Góra, che avrebbe rovesciato secondo alcune fonti le sorti della guerra. A dicembre, quando gli svedesi tolsero l'assedio, le forze polacche avevano iniziato a prendere il sopravvento e la difesa di Jasna Góra, la quale acquisì un'innegabile importanza simbolica per i polacchi e per il mondo cattolico, si rivelò di certo d'impulso. Tuttavia, fino a quanto esattamente la difesa di Jasna Góra possa aver motivato i difensori resta ancora da chiarire.
Nel dicembre 1655 la guerra non aveva più dunque un carattere difensivo. I confederati riconquistarono Nowy Sącz dall'esercito svedese e, il 29 dicembre, avendo saputo della vittoriosa difesa di Jasna Góra, si formò la Confederazione di Tyszowce in funzione anti-scandinava. Nel mese di dicembre, Janusz Radziwill, soprannominato il "traditore" per essersi unito agli svedesi, subì una sconfitta in Podlachia, morì il 31 nella città assediata di Tykocin.
Il re Giovanni Casimiro partì alla fine del 1655 da Głogówek e, attraverso Racibórz, Cieszyn, Podolínec (dove il 1º gennaio 1656 incontrò il Gran Maresciallo della Corona Jerzy Sebastian Lubomirski), raggiunse Leopoli, dove il 1º aprile 1656 pronunciò solennemente il suo voto di consacrare il paese alla protezione della Madre di Dio e la proclamò patrona e regina delle terre nel suo regno nella cattedrale latina locale nel 1656: l'episodio prende il nome di Śluby lwowskie, ovvero letteralmente dal polacco "giuramento di Lwów".

## Lascito
Nel 1658, Augustyn Kordecki pubblicò un testo intitolato Nova Gigantomachia in Claro Monte Czestochoviensi, in cui si soffermava sull'importanza della difesa di Jasna Góra. Un anno dopo, l'autore polacco Stanisław Kobierzycki fornì la sua descrizione dell'evento in Obsidio Clari Montis Częstochoviensis. Nel XIX secolo, la difesa del monastero divenne ampiamente popolare grazie a un romanzo, Il diluvio, di Henryk Sienkiewicz, uno dei più famosi scrittori polacchi del suo tempo e vincitore del Premio Nobel per la letteratura nel corso della sua vita: un adattamento cinematografico del suo testo andò realizzato nel 1974.
L'assedio di Jasna Gora è commemorato inoltre sulla tomba del milite ignoto di Varsavia, con l'iscrizione "JASNA GORA 18 XI-26 XII 1655".